# Artur Baghdasarian
Artur Baghdasarian (ur. 8 listopada 1968 w Erywaniu) – armeński polityk, lider partii Rządy Prawa (Orinats Erkir), były przewodniczący Zgromadzenia Narodowego Armenii. Kandydat w wyborach prezydenckich 19 lutego 2008.
Baghdasarian w 1985 ukończył szkołę średnią w Erywaniu. W latach 1985–1992 studiował prawo na Państwowym Uniwersytecie w Erywaniu. Następnie od 1994 do 1997 pobierał nauki w Akademii Służby Cywilnej Prezydenta Federacji Rosyjskiej.
W latach 1988–1989 Baghdasarian służył w armii. Od 1989 do 1993 pracował jako korespondent i zastępca redaktora w gazecie „Avangard”. W 1995 został po raz pierwszy wybrany deputowanym do Zgromadzenia Narodowego Armenii. Reelekcje uzyskiwał w wyborach w 1999, 2003 i w 2007.
W czerwcu 1998 stanął na czele partii Rządy Prawa (Orinats Yerkir). Od czerwca 2003 do maja 2006 zajmował stanowisko przewodniczącego Zgromadzenia Narodowego. W 2007 został nominowany przez swoją partię jej kandydatem w wyborach prezydenckich zaplanowanych na 19 lutego 2008
. W wyborach prezydenckich zajął trzecie miejsce, zdobywając 16,67% głosów.
Baghdasarian jest żonaty, ma dwoje dzieci.